# McDonnell Douglas F-4 Phantom II
De McDonnell F-4 Phantom II is een straaljager van Amerikaanse makelij, die door McDonnell Aircraft werd gemaakt. Het toestel was in de tijd van de Koude Oorlog een van de beste straaljagers en werd door de piloten onder andere Mig Killer genoemd. Die bijnaam verdiende de F-4 Phantom omdat er in de Vietnamoorlog niet alleen veel oude MiG-17's, maar ook de voor die tijd nieuwe MiG-21's werden neergeschoten.

## Geschiedenis

### Ontwikkeling en productie
De Amerikanen zagen na de oorlog in Korea dat hun F-86 Sabres niet meer tegen de Russische MiG-17's waren opgewassen. De roep om een beter jachtvliegtuig werd sterker en het Pentagon gaf de opdracht aan de firma McDonnell Aircraft, later McDonnell Douglas.
Het prototype maakte de eerste vlucht in 1958 en in 1963 waren de eerste productietoestellen gereed. Het vliegtuig was in eerste instantie bedoeld voor de USN, de Amerikaanse marine, maar al snel kregen ook de USAF en het USMC de beschikking over de F-4.
Het toestel was oorspronkelijk niet met een boordkanon uitgerust. Sinds de oorlog in Vietnam is het uitrusten met een boordkanon weer gebruikelijk omdat toestellen met alleen luchtdoelraketten tegen bijvoorbeeld de MiG-17 in het nadeel waren. De F-4 met boordkanon, de gunfighter-versie is nu nog steeds bij de luchtmacht van Zuid-Korea, Griekenland, Egypte, Iran en Turkije in gebruik.
De eerste vlucht met een F-4 Phantom werd op 27 mei 1958 uitgevoerd en de Phantom kon vanaf 30 december 1960 worden gebruikt. Het toestel werd sinds het begin van de jaren 90 van de twintigste eeuw door de meeste landen uit dienst genomen.

### Modernisering F-4
Israël heeft in het begin van de jaren 90  als proef een toestel uitgerust met F100- of F110-motoren gelijk aan hun F-16's. Dit werd niet doorontwikkeld. Duitsland heeft de Phantoms gemoderniseerd tot de Improved Combat Efficiency-standaard, waarbij de motoren ongemoeid zijn gelaten maar de elektronica werd gemoderniseerd. Turkije heeft ook upgrades aan de Phantom uitgevoerd, gemoderniseerde varianten heten daar Terminator 2020. Israël heeft de toestellen later gemoderniseerd en duidde nadien hun toestellen aan met Kurnass.

### Vietnam
De Phantom II werd tijdens de Vietnamoorlog (1965-1973) voor verschillende doelen ingezet. Hij diende veelvuldig als jager, verkenner en bommenwerper. Het leidde tot luchtduels met Mig17's en Mig21's, met gemengde en wederzijds omstreden uitkomsten. De 366th Fighter Wing opereerde vanaf de airbase in Đà Nẵng. De toestellen waren met een externe 20 mm-Gatling gun pod onder de F-4C's uitgerust en scoorden binnen een maand vier MiG-kills. De gun pod-uitrusting en de MiG-kills leverden hun de erenaam The Gunfighters op. Tussen 1966 en 1972 claimden ze de score van 18 MiG-kills.

### Na Vietnam

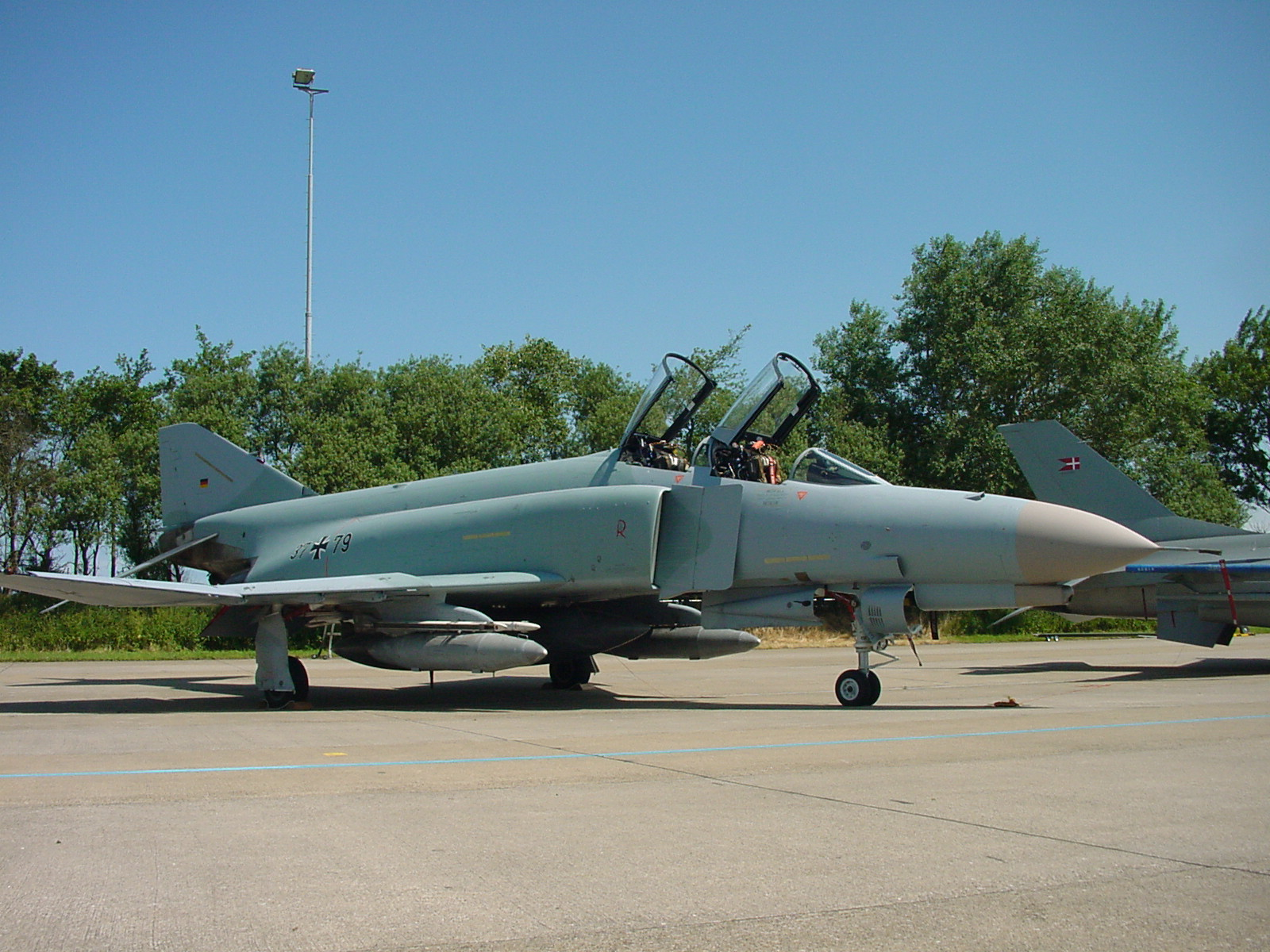
Duitse F-4 Phantom II

Na de oorlog in Vietnam bleek de rol van de F4 uitgespeeld. De F-15 uit 1972 en de F-16 werden de nieuwe onderscheppingsjagers en de Amerikaanse Luchtmacht, de US NAVY, verving  de Phantom door de F-14 Tomcat. Toch kregen moderne vliegtuigen als F-14, F-15, F-16 en F-18 een lesje in het luchtgevecht van de F-4 tijdens een grote oefening in 1982. Bij de Felix International Fighter Meet haalde de F-4 een score van 15:2, dus 15 neergeschoten vliegtuigen tegen 2 F4's.
Het Amerikaanse demonstratieteam Thunderbirds heeft tussen 1969 en 1973 met een uitgeklede F-4E-variant vele vliegdemonstraties gegeven. Onder de oliecrisis van 1973 werd besloten het toestel door de Northrop T-38 Talon te vervangen. Vooral het enorme brandstofverbruik van de Phantom was de reden voor deze vervanging.
Het toestel heeft in de Verenigde Staten na operationele uitfasering nog bij eenheden van de Air National Guard dienstgedaan, bij de USAF, USN en de USMC "Reserve". F-4G's en RF-4C's hebben nog actief deelgenomen aan de Golfoorlog van 1990 en 1991.
Bij alle Amerikaanse krijgsmachtdelen is de F-4 nu uitgefaseerd maar in landen als Japan, Griekenland, Zuid-Korea, Turkije en Iran is de F4E/F nog operationeel. Duitsland faseerde in 2013 de laatste Phantoms uit, die nog bij Jagdgeschwader 71 in Wittmund vlogen. Japan is in maart 2019 begonnen met de uitfasering van de Phantoms.
Piloten oefenen in de US luchtgevechten met speciaal geprepareerde, uitgefaseerde Phantoms, de zogenaamde Drones. Deze worden aangeduid met de codering QF-4E/G. Het toestel is na een aanpassing in staat zelfstandig te vliegen, alhoewel sommige varianten ook de mogelijkheid behielden om met een piloot te vliegen, dit voornamelijk voor testdoeleinden. Drones worden als NOLO No Onboard Live Operator, bij de US Navy, of als NULLO Not Utilizing Live Operator, bij de USAF, aangeduid. De rol van drone raakt voor de Phantom ook uitgespeeld, voornamelijk omdat de F-4 geen goed beeld meer geeft van een tegenstander in een luchtgevecht. De 316de en laatste F4-drone werd in mei 2013 voor zijn laatste vlucht gereed gemaakt. Deze taak wordt vanaf nu overgenomen door de oudste exemplaren van de F-16.

## Modellenreeks
- F-4A - het prototype en voor de USN doorontwikkeld tot F-4B
- F-4C - eerste voor de USAF en snel gevolgd door de F-4D, die ook bij de luchtmacht van Zuid-Korea operationeel was
- F-4E - onderscheppingsjager voor de USAF, de enige versie met een boordkanon, die ook in Nederland in het 32nd Tactical Fighter Squadron op vliegbasis Soesterberg dienst heeft gedaan
- F-4F - voor de Luftwaffe omgebouwde F-4E met een groot aandeel Duitse componenten
- F-4G - aangepaste versie van de F-4B met datalink om het landen op vliegdekschepen eenvoudiger te maken en laatste operationele variant binnen de USAF. De F-4G bestond ook als een aangepaste versie van de F4E waarbij het was uitgerust om de radar van vijandelijke luchtafweer te storen. Dit type werd bekend als Wild Weasel.
- F-4J - marineversie, uiterlijk gelijk aan de F-4B, maar met verbeterde elektronica en motoren
- F-4K Phantom FG.1 - gelijk aan de F-4M maar voor de Engelse Royal Navy. De aanpassing bestond uit een verlengd neuswielonderstel om dit grote toestel van de relatief kleine Engelse vliegdekschepen van de vorige generatie te kunnen laten starten.
- F-4M Phantom FGR.2 - voor de Engelse Royal Air Force, maar met aangepaste elektronica en Rolls Royce-Spey-motoren waarvoor het casco van het toestel moest worden aangepast. Dit toestel presteerde minder dan de Amerikaanse versie.
- F-4N - gemoderniseerde F-4B, waarbij het casco voorbij de F-4J-standaard werd gebracht
- F-4S - gemoderniseerde uitvoering van de F-4J

Er waren verder nog diverse RF-4 onbewapende verkenningsvarianten, voorzien van een neuscamera’s, en QF-4-varianten, op afstand bestuurbare drones of doelvliegtuigen, die voor schietoefeningen werden gebruikt.

## Websites
- (en)  United States Air Force. United States Air Force Thunderbirds.
- (en)  QF-4 Phantom Drone Program.
- (en)  Scramble Dutch Aviation Society. McDonnell Douglas F-4 Phantom II.